# Barbara Vinck
Barbara Vinck is een personage uit de Vlaamse soapserie Thuis dat gespeeld werd door Mieke Laureys. Barbara maakte van 2009 tot 2010 deel uit van de serie.

## Biografie
Barbara maakt begin seizoen 15 haar debuut als nieuwe secretaresse in het notariaat van Peter Vlerick. Barbara is een goede werkster, maar heeft één karaktertrek waar haar collega's Peter en Tom zich dikwijls aan ergeren: ze is praatziek. Verder is ze een zelfbewuste vrouw die van vintage kledij houdt.
Barbara is lesbisch. Het duurt niet lang of ze begint een relatie met Toms zus, Ann. Het koppel is gelukkig, maar dan komt Barbara's ex-vriendin Gaëlle roet in het eten gooien. Barbara moet kiezen en kiest aanvankelijk voor Ann, maar komt op die beslissing terug omdat ze met haar hoofd steeds bij Gaëlle zit. Om die reden neemt ze ook haar ontslag bij Notariaat Vlerick en gaat weg om alles op een rijtje te kunnen zetten.